# 希臘和丹麥的瑪格麗塔公主
希臘的瑪格麗塔公主（希臘語：Πριγκίπισσα Μαργαρίτα της Ελλάδας，1905年4月18日—1981年4月24日），希臘的安德烈亞斯王子的長女，英國菲利普親王的姐姐，英王查爾斯三世的姑姑。

## 家庭
1931年，瑪格麗塔和霍恩洛厄-朗根堡的戈特弗里德結婚，兩人共有4子1女：
1. 克拉夫特（1935年—2004年）
2. 碧翠克絲（1936年—1997年）
3. 格奧爾格（1938年出生）
4. 魯普雷希特（1944年—1978年）
5. 阿爾布雷希特（1944年—1992年）